# Tongchang Xiang
Tongchang Xiang (kinesiska: 铜厂, 铜厂乡) är en socken i Kina. Den ligger i provinsen Yunnan, i den sydvästra delen av landet, omkring 250 kilometer söder om provinshuvudstaden Kunming.
Genomsnittlig årsnederbörd är 2 182 millimeter. Den regnigaste månaden är juli, med i genomsnitt 478 mm nederbörd, och den torraste är februari, med 30 mm nederbörd.